# Dactylis Glomerata (album)
Dactylis glomerata è il sesto album della band doom metal Candlemass, pubblicato il 17 febbraio 1998. L'album è stato rimasterizzato e riedito nel 2008 con l'aggiunta di un bonus disk contenente l'album "Abstrakt Algebra II"; realizzato dagli Abstrakt Algebra e fino ad allora inedito.. L'album realizzato dal side project di Leif Edling è rimasto inedito per più di un decennio a causa delle sonorità profondamente peculiari, che, a dire dei discografici, lo rendevano impubblicabile.

## Tracce
1. Wiz   – 4:06
2. I Still See the Black   – 6:19
3. Dustflow   – 9:24
4. Cylinder   – 1:23
5. Karthago   – 6:38
6. Abstract Sun   – 6:41
7. Apathy   – 4:07
8. Lidocain God   – 3:32
9. Molotov   – 1:31

In 2 canzoni è presente Ian Haugland, allora ex batterista degli Europe.

### Abstrakt Algebra II[1]
Bonus disk presente solo nella versione rimasterizzata del 2008
1. 3:rd Child From The Sun
2. Dustflow
3. Abstrakt Sun
4. Thirst
5. Bug Queen
6. Blue Wizard
7. Lidocain God
8. Cylinder
9. Enigma

## Formazione

### Gruppo
- Björn Flodkvist - voce
- Carl Westholm - tastiere
- Jejo Perkovic - batteria
- Leif Edling - basso
- Michael Amott - chitarra

### Altri musicisti
- Ulf Edelönn - chitarra (nel brano "I Still See the Black")
- Ian Haugland - batteria (nei brani "Wiz" e "I Still See the Black")
- Patrik Instedt - chitarra (nei brani "Dustflow", "Abstrakt Sun" e "Lidocain God")
- Måns P. Månsson - sintetizzatore, theremin (nel brano "Dustflow")
- Adam Axelsson - percussioni (nel brano "Apathy")
- Jan Hellman - violoncello elettrico (nel brano "Karthago")